# ترتيب الأسبقية النرويجي
ترتيب الأسبقية النرويجي هو التسلسل الهرمي للمسؤولين في حكومة النرويج يُستخدم لعنونة المناصب والتراتيب في المناسبات الرسمية، التي يقررها الملك، والتي دخلت حيز التنفيذ من 1 تموز/ يوليو 1993م.

## ترتيب الأسبقية
1. الملك والملكة
2. ولي العهد وزوجته
3. رئيس الجمعية الوطنية
4. رئيس الوزراء
5. رئيس المحكمة العليا
6. نائب رئيس الجمعية الوطنية
7. أعضاء مجلس الوزراء
  1. وزير المالية
  2. وزير الزراعة والأغذية
  3. وزير الخارجية
  4. وزير البحوث والتعليم العالي
  5. وزير الحكم المحلي والتنمية الإقليمية
  6. وزير الدفاع
  7. وزير البيئة والتنمية الدولية
  8. وزير التجارة والصناعة
  9. وزير العمل والشمول الاجتماعي
  10. وزير النقل والاتصالات
  11. وزير العدل والشرطة
  12. وزير الثقافة والشؤون الكنسية
  13. وزير الصحة وخدمات الرعاية
  14. وزير الإدارة الحكومية والإصلاح
  15. وزير البترول والطاقة
  16. وزير الأطفال والمساواة
  17. وزير التربية
  18. وزير الثروة السمكية والشؤون الساحلية
8. اللورد تشامبرلين (مسؤول البلاط الملكي)
9. السفراء
10. حاملي وسام سانت أولاف النرويجي الملكي مع الطوق
11. حاملي حرب الصليب (Krigskorset) بالسيف، وسام الإنجازات المدنية (Borgerdådsmedaljen)، والصليب الكبير للنظام الملكي النرويجي للقديس أولاف، والصليب الكبير للاستحقاق الملكي
12. مشير المحكمة، سكرتير مجلس الوزراء - مع ضباط النيابة العامة
13. تشامبرلين، مدير الإدارة الملكية وديوان العائلة المالكة، وموظفي صاحب الجلالة الملك وصاحب السمو الملكي ولي العهد
14. أعضاء هيئة الأركان المدنية

## شاغلو المناصب
| التسلسل | المنصب               | الصورة | شاغل المنصب         |
| ------- | -------------------- | ------ | ------------------- |
| 1       | ملك النرويج          |        | هارلد الخامس        |
| 1       | ملكة النرويج         |        | سونيا هارالدسن      |
| 2       | ولي العهد            |        | هاكون ماغنوس        |
| 2       | زوجة ولي العهد       |        | مِيت ماريت           |
| 2       | ابنة ولي العهد       |        | إنغريد ألكسندرا     |
| 2       | ابن ولي العهد        |        | سفيره ماغنوس        |
| 3       | رئيس الجمعية الوطنية |        | تونه ويلهيلمسن ترون |
| 4       | رئيس الوزراء         |        | إرنا سولبرغ         |
| 5       | رئيس المحكمة العليا  |        | توريل مارييه        |